# 日本羽毛球排名赛
日本羽毛球排名赛（日语：日本ランキングサーキット大会），是由日本羽毛球协会主办的日本全国性质的羽毛球比赛。

## 概述
日本羽毛球排名赛于1999年举办了第一届比赛，在2000、2001年进行了一年两次的赛制安排，之后恢复为每年一次。赛事项目包括男子单打、女子单打、男子双打、女子双打，2011年起又追加了混合双打项目。
各单项的日本国内积分排名前32名的选手（组合）可获得本项赛事的参赛资格。当排名靠前的选手无法出场比赛时，由排名靠后的选手按照顺次替补。
赛事首轮落败的16位选手将会再参加一场名次排位赛，在排位赛中获胜的选手将获得并列17名的排名，排位赛中落败的选手则为并列25名。

## 历届优胜者
以下为本赛事的历届优胜者
| 年份 | 届数 | 举办地   | 男子单打                  | 女子单打                    | 男子双打                                      | 女子双打                                   | 混合双打                                      |
| ---- | ---- | -------- | ------------------------- | --------------------------- | --------------------------------------------- | ------------------------------------------ | --------------------------------------------- |
| 1999 | 1    | 横浜市   | 舛田圭太 （日本体育大学） | 米仓加奈子 （茨城丰田宝贝） | 片山卓哉・久保田雄三 （NTT东日本）            | 中山智香子・増茂孝枝 （三洋电机）          | 无                                            |
| 2000 | 2    | 高岡市   | 大束真也 （日本体育大学） | 山本静香 （三協アルミ）     | 林贵昭・西山胜也 （西陵高教・長崎东高）       | 山本静香・山田青子 （三協アルミ）          | 无                                            |
| 2000 | 3    | 横浜市   | 大束真也 （日本体育大学） | 米仓加奈子 （茨城丰田宝贝） | 片山卓哉・久保田雄三 （NTT东日本）            | 中山智香子・安城美华 （三洋电机）          | 无                                            |
| 2001 | 4    | 横浜市   | 霜上和宏 （YKK九州）      | 森かおり （三洋电机）       | 舛田圭太・大束忠司 （日本体育大学）           | 中山智香子・安城美华 （三洋电机）          | 无                                            |
| 2001 | 5    | 上尾市   | 山田英孝 （日本Unisys）   | 米仓加奈子 （茨城丰田宝贝） | 片山卓哉・久保田雄三 （NTT东日本）            | 中山智香子・安城美华 （三洋电机）          | 无                                            |
| 2002 | 6    | 久喜市   | 舛田圭太 （Tonami运输）   | 田中美保 （三洋电机）       | 舛田圭太・大束忠司 （Tonami运输）             | 中山智香子・吉富桂子 （三洋电机・NEC九州） | 无                                            |
| 2003 | 7    | 大阪市   | 山田英孝 （日本Unisys）   | 田中美保 （三洋电机）       | 仲尾修一・坂本修一 （日本Unisys）             | 松田友美・赤尾亜希 （YONEX）               | 无                                            |
| 2004 | 8    | 横須贺市 | 佐藤翔治 （MMGアローズ）  | 广濑荣理子 （三洋电机）     | 舛田圭太・大束忠司 （Tonami运输）             | 末纲聪子・前田美顺 （NEC九州）             | 无                                            |
| 2005 | 9    | 金泽市   | 佐佐木翔 （北都银行）     | 广濑荣理子 （三洋电机）     | 舛田圭太・大束忠司 （Tonami运输）             | 末纲聪子・前田美顺 （NEC九州）             | 无                                            |
| 2006 | 10   | 金泽市   | 佐佐木翔 （北都银行）     | 平山优 （早稻田大学）       | 坂本修一・池田信太郎 （日本Unisys）           | 脇坂郁・多谷郁恵 （三洋电机）              | 无                                            |
| 2007 | 11   | 藤泽市   | 佐佐木翔 （北都银行）     | 平山优 （早稻田大学）       | 舛田圭太・大束忠司 （Tonami运输）             | 脇坂郁・多谷郁恵 （三洋电机）              | 无                                            |
| 2008 | 12   | 幸手市   | 佐佐木翔 （北都银行）     | 后藤爱 （NTT东日本）        | 数野健太・早川贤一 （日本Unisys・日本大学）   | 今別府靖代・松尾静香 （YONEX・三洋电机）   | 无                                            |
| 2009 | 13   | 埼玉市   | 佐佐木翔 （北都银行）     | 今別府香里 （三洋电机）     | 平田典靖・桥本博且 （Tonami运输）             | 松尾静香・内藤真实 （三洋电机）            | 无                                            |
| 2010 | 14   | 埼玉市   | 武下利一 （敬和学园大学） | 今別府香里 （三洋电机）     | 佐藤翔治・川前直树 （NTT东日本）              | 末纲聪子・前田美顺 （ルネサスSKY）         | 无                                            |
| 2011 | 15   | 埼玉市   | 武下利一 （敬和学园大学） | 三谷美菜津 （NTT东日本）    | 园田启悟・嘉村健士 （Tonami运输・早稻田大学） | 三木佑里子・米元小春 （パナソニック）      | 垰畑亮太・浅原さゆり （日本Unisys）           |
| 2012 | 16   | 埼玉市   | 竹村纯 （JR北海道）       | 奥原希望 （大宮东高）       | 园田启悟・嘉村健士 （Tonami运输・早稻田大学） | 福万尚子・与犹胡桃 （パナソニック）        | 铃木大裕・小森美希 （东北マークス・北都银行） |
| 2013 | 17   | 埼玉市   | 竹村纯 （JR北海道）       | 楠濑由佳 （北都银行）       | 山田和司・数野健太 （日本Unisys）             | 宮内唯・久后あすみ （ルネサス）            | 井上拓斗・高桥礼华 （日本Unisys）             |
| 2014 | 18   | 埼玉市   | 古财和辉 （龍谷大職）     | 大堀彩 （富冈高中）         | 山田和司・数野健太 （日本Unisys）             | 樽野恵・新玉美乡 （NTT东日本）             | 垰畑亮太・栗原文音 （日本Unisys）             |
| 2015 | 19   | 埼玉市   | 坂井一将 （日本Unisys）   | 佐藤冴香 （YONEX）          | 保木卓朗・小林优吾 （Tonami运输）             | 米元小春・田中志穗 （北都银行）            | 渡边勇大・东野有纱 （富冈高中・日本Unisys）   |
| 2016 | 20   | 埼玉市   | 五十岚优 （中央大学）     | 峰步美 （再春馆制药所）     | 渡边勇大・三桥健也 （日本Unisys・日本大学学） | 樱本绚子・高畑祐纪子 （YONEX）             | 渡边勇大・东野有纱 （日本Unisys）             |
| 2017 | 21   | 埼玉市   | 桃田贤斗 （NTT东日本）    | 仁平菜月 （Tonami运输）     | 古贺辉・斋藤太一 （NTT东日本）                | 永原和可那・松本麻佑 （北都银行）          | 金子祐树・中西贵映 （日本Unisys・早稻田大学） |
| 2018 | 22   | 埼玉市   | 武下利一 （Tonami运输）   | 三谷美菜津 （NTT东日本）    | 古贺辉・斋藤太一 （NTT东日本）                | 栗原文音・篠谷菜留 （日本Unisys）          | 保木卓朗・永原和可那 （Tonami运输・北都银行） |
| 2019 | 23   | 埼玉市   | 五十岚优 （日本Unisys）   | 高桥明日香 （YONEX）        | 井上拓斗・金子祐树 （日本Unisys）             | 星千智・松田苍 （日本Unisys）              | 浦井唯行・宫浦玲奈 （丸杉・YONEX）            |
| 2021 | 24   | 埼玉市   | 古賀穗 （NTT東日本）      | 佐藤冴香 （YONEX）          | 竹內義憲・松居圭一郎 （日立情報通信）         | 星千智・松田苍 （日本Unisys）              | 山下恭平・篠谷菜留 （NTT東日本）              |
| 2022 | 25   | 埼玉市   | 奈良岡功大 （IMG）        | 大堀彩 （TONAMI運輸）       | 園田啟悟・金子真大 （TONAMI運輸）             | 大竹望月・高橋美優 （日本Unisys）          | 綠川大輝・齋藤夏 （早稻田大學/西京銀行）      |
| 2023 | 26   | 埼玉市   | 古賀穗 （NTT東日本）      | 栗原あかり （筑波大學）     | 大田隼也・金子真大 （TONAMI運輸）             | 小西春七・川添麻依子 （丸杉）              | 下農走・重田美空 （TONAMI運輸/西京銀行）      |
| 2024 | 27   | 埼玉市   | 田中湧士 （NTT東日本）    | 高橋明日香 （yonex）        | 山下恭平・綠川大輝 （NTT東日本）              | 大竹望月・高橋美優 （BIPROGY）             | 霜上雄一・保原彩夏 （日立情報通信/YONEX）     |